# Конецполь
Конецполь (пол. Koniecpol) — місто у південній Польщі.
Належить до Ченстоховського повіту Сілезького воєводства.

## Демографія
Демографічна структура станом на 31 березня 2011 року:
|          | Загалом | Допрацездатний вік | Працездатний вік | Постпрацездатний вік |
| -------- | ------- | ------------------ | ---------------- | -------------------- |
| Чоловіки | 3109    | 583                | 2161             | 365                  |
| Жінки    | 3236    | 524                | 1920             | 792                  |
| Разом    | 6345    | 1107               | 4081             | 1157                 |

## Відомі люди
- Генрик Поддембський
- Александер Потоцький[4].